# Singur
Singur là một thị trấn thống kê (census town) của quận Hugli thuộc bang Tây Bengal, Ấn Độ.

## Địa lý
Singur có vị trí 22°49′B 88°14′Đ / 22,81°B 88,23°Đ Nó có độ cao trung bình là 14 mét (45 feet).

## Nhân khẩu
Theo điều tra dân số năm 2001 của Ấn Độ, Singur có dân số 19.539 người. Phái nam chiếm 51% tổng số dân và phái nữ chiếm 49%. Singur có tỷ lệ 76% biết đọc biết viết, cao hơn tỷ lệ trung bình toàn quốc là 59,5%: tỷ lệ cho phái nam là 81%, và tỷ lệ cho phái nữ là 71%. Tại Singur, 9% dân số nhỏ hơn 6 tuổi.